# Лалино дрво
Лалино дрво или тулиповац (Liriodendron tulipifera) припада фамилији Magnoliaceae Juss.. Род обухвата, поред L. tulipifera, још једну врсту L. chinense (Hemsl.) Sarg. која расте у централној Кини. Име рода потиче од грчких речи λύρα - лира и δένδρον - дрво, што се односи на облик листа, док епитет врсте на латинском значи онај који носи лале. Тулиповац је дрво држава Индијане, Кентакија и Тенесија.

## Опис
Лалино дрво је листопадно дрво висине 30-40 m, са пречником дебла и до 2 m. Образује плитак коренов систем, углавном хоризонтално распрострањен, са много жиличастих коренова, захтева доста простора. Кора је светлосива, а код старијих стабала подужно плитко испуцала. Гранчице су сјајне, зеленкастосмеђе, голе. Терминални пупољци су јајасти, спљоштени, са две тамноцрвене љуспе.
Листови су на дугим петељкама. Лиска је ширине 12-18 cm са 2 бочна режња и једним већим средњим, који је такође дворежњевит.
Цветови су појединачни, хермафродитни, до 6 cm у пречнику, не миришу. Спољашњи делови цветног омотача су повијени, а унутрашњи су усправни. У доњем делу су наранџастоцрвени, а у горњем зеленкастожути. Изузетно су декоративни, а обликом подсећају на цвет лале, по чему је врста и добила име. Круница шесточлана. Прашници са кратким кончастим филаментумом и издуженим антерама које пуцају уздужно, има их много. Тучак са великим бројем карпела на издуженој осовини са кратким стубићем и жигом искривљеним на једну страну; плодник са два семена заметка. Цвета од маја до јуна, и медоносна је.
Тулипановац има збирни распадајући плод шишаричастог изгледа који са сазревањем мења боју из зелене у светлобраон. Плод је усправан јајасто купаст, дуг је 6-9 cm. Појединачни плодови су крилате орашице; крило терминално до 3,5-5 cm дуго на врху зашиљено, широко 6-10 mm. При дну крилате орашице, два семена заметка од којих обично само један даје семе. Сто плодова обично садржи 100-120 семена. Семе је овално, пљоснато, жућкастосмеђе скоро глатко, са ендоспермом и ситним ембрионом, који је смештен у доњем делу уљастог ендосперма. У једном килограму има 20.000-30.000 зрна са крилом (180.000 без крила). Клијавост семена 10-20%, највише 50%. Ниска клијавост је последица великог броја штурих зрна, а ако се она одстране клијавост се повећава, па после 3 месеца стратификације у песку добија се преко 80% исклијалих зрна. Клијање епигеично.
Сазрева рано у августу па све до октобра, у зависности од поднебља и климата. Плодови се осипају и опадају од октобра до јануара месеца при чему највећи део опада током октобра и новембра, али обично мањи део остане на стаблу до краја зиме. Тулиповац је анемохоран, а почиње да плодоноси обично у старости од 15 до 20 година, мада су забележени случајеви да стабла стара 9 година плодоносе.
Тулипановац осредње рађа готово сваке године, док је пун урод веома нередован.

## Ареал
Северна Америка: од Индијане и Пенсилваније до Флориде и Арканзаса на надморској висини од 300-1.400 m.

## Биоеколошке карактеристике
Брзорастућа је врста па је пореде са тополом (tulip poplar, yellow poplar). Релативно је отпорна на мраз. Одрасла стабла издржавају и до -30 °C, док млада измрзавају на -12 °C до -18 °C. Добро расте на богатим, дубоким, влажним, добро дренираним, киселим до неутралним (слабо алкалним) земљиштима средње богатим минералним материјама. Толерише суво земљиште, али то врло успорава раст. На глиновитим, поплавним земљиштима не опстаје. Јавља се у појасу храстова. Хелиофилна је врста. Воли топла станишта, пати од ветролома (што се запажа и у природном ареалу). Пресађује се у пролеће са олиставањем због осетљивог меснатог корена. Достиже старост и до 400-500 година.

## Примена
Лалино дрво је врста драгоцена за пејзажну архитектуру и хортикултуру где налази ограничену примену у дрворедима, и у осталим урбаним зеленим просторима, због осетљивости на високе концентрације соли у земљишту. Интензиван раст у висину и рано чишћење од доњих грана фаворизују је за дрвореде. У старости од 15 година може да достигне 12 m, а да притом човек, стојећи на земљи не може да дохвати најниже гране круне.
Често се употребљавају и унутарврсни таксони тулиповца који се добијају калемљењем обичним спајањем у јануару-фебруару, на двогодишње подлоге основне форме у контејнерима добијене из семена. Најчешћи клонови су:
- – нижи и са мањим листовима од основне форме. Листови плитких режњева ужих при врху.
- - уске, пирамидалне круне; могу да цветају и млађе индивидуе.
- – панаширана форма са листовима белих ивица; продају се и као сорте 'Flashlight' или 'Majestic Beauty'.
- – клон сличан клону 'Arnold'.
- – брзорастући клон тупих режњева, рано улази у фертилну фазу.
- – листови без доњих режњева.
- – цветови бели или скоро бели.
- – панаширана форма са листовима са жутом мрљом у средини.
- – листови тупих режњева.

У Европу интродукована 1663. године, а у Британију 1688. У САД постаје популарна од 1785. када је Џорџ Вашингтон среће на планини Вернон (планина) и проглашава је „Двестогодишњим дрветом“ (двеста година од када је Хариот (Thomas Hariot) открио под називом ракиок (rakiock).
Код нас се ређе среће а Петровић 1951. наводи неке од локалитета: Парк у Вршцу (4 стабла стара око 60 година), Пачир (висина 17 m, прсни пречник 65 cm), Челарево (3 стабла 8-23 m), Илок...
„У Београду сам видео само једно дрво. То је оно у парку преко пута од Народне скупштине. Налази се близу оног бетонског мостића. Свега сам дакле нашао 17 дрвета. Ни једно од њих није старије од 60 година. Можда би само оно најдебље било нешто старије. Ипак сва дрвета лепо изгледају, а достигла су и лепе димензије. Она се код нас добро осећају.“
Данас је заступљенији, а у Београду мање групације одраслих стабала могу се видети у дворишту Техничких факултета (почетак Рузвелтове улице) и на Бановом Брду у дворишту основне школе "Јосиф Панчић".
Дрво је веома употребљиво, лако је и користи се за прављење музичких инструмената, оловака и за целулозу (папир). Корен се користи за побољшање укуса смрчевог пива (spruce beer) или да смањи горчину сваког пива својим укусом који личи на лимун. Кора корена и грана има пријатан мирис.
- Кора лалиног дрвета.
- Лист лалиног дрвета (лице).
- Лист лалиног дрвета (наличје).
- Лист сорте 'Integrifolium'.